# Cada Ano Sai Melhor
Cada Ano Sai Melhor, inicialmente chamada Para o Ano Sai Melhor ou Segunda Linha do Estácio, foi uma escola de samba do bairro Estácio, na cidade do Rio de Janeiro.

## História
A escola nasceu na localidade conhecida como Beco da Padeira, atual Capela no alto do Morro de São Carlos.
Uma das primeiras escolas de samba do Brasil, foi criada ainda em 1928, mesmo ano da Deixa Falar. Obteve o vice-campeonato no primeiro concurso oficial, em 1932 ainda com o nome antigo.
Em 27 de fevereiro de 1955, uniu-se às escolas Recreio de São Carlos e Paraíso das Morenas para formar a Unidos de São Carlos, atual GRES Estácio de Sá.